# 彭越墓
彭越墓，位于中国河北省保定市王力村，为保定市清苑县的一个省级文物保护单位，类型为古墓葬，公布时间为1982年7月23日。
彭越墓的历史年代为西汉。